# 王女未央-BIOU-
『王女未央-BIOU-』（おうじょびおう、原題：錦繡未央）は、2016年の中国のテレビドラマ。全54話。

## 概要
中国の南北朝時代、家族と名前を奪われた亡国の王女の愛と復讐を描く。

## あらすじ
北涼の公主・馮心児は、北魏の将軍・叱雲南とその配下・李敏峰の陰謀によって父親と祖母を失ってしまう。自らも追われる身となった馮心児は、とある村で李未央という少女に命を救われる。未央は敏峰の母親違いの妹で、妾の子供であったために正妻の叱雲柔（敏峰の実母で叱雲南の叔母）によって村に追いやられていた。未央は近々李家に戻れることになっていたが、叱雲柔の手によって暗殺されてしまう。馮心児は復讐のために未央になりすまし、李家に乗り込む。

## スタッフ
- 総監督：リー・フイジュー
- 原作：秦簡
- 脚本：チョン・ティンユー

## 主題歌
- 『天若有情』（オープニング）、歌：A-Lin（中国語版）
- 『天賦』（エンディング）、歌：ティファニー・タン、ルオ・ジン（中国語版）
- 『来生』（挿入歌）、歌：李琦（中国語版）
- 『縁因我』（挿入歌）、歌：金瀚（中国語版）
- 『白首相依』（挿入歌）、歌：金池、孫伯綸（中国語版）
- 『玉燭宝典』（挿入歌）、歌：崔子格（中国語版）

## 用語解説
- 平城：北魏の首都。
- 天灯：熱気球。
- 可汗：モンゴルなど遊牧民族の君主の称号。
- 黄帝内経：中国最古の医学書。
- 六鎮：北方の辺境地帯に置かれた軍事施設。

## 登場人物・出演者
| 登場人物         | 出演者               | |
| ---------------- | -------------------- | --- |
| 馮心児(李未央)   | ティファニー・タン   | 主人公で、のちの文成文明皇后。本当は涼 (北涼)の王女であるが、復讐のために李未央に成り代わった。才知と機転に長けた少女で、皇帝の前でも都合の悪いこともハッキリもの申す胆力も持っている。漢民族で馮跋の一族。                               |
| 李長楽           | リー・シンアイ       | 李家三姉妹の長女的存在。詩歌管弦に秀でた少女で、かつては天下一とうたわれた。 |
| 李未央           | リー・イーシャオ     | 李家三姉妹の次女的存在。 |
| 李常茹           | マオ・シャオトン     | 李家三姉妹の三女的存在。心優しい性格に見えるが、拓跋余(南安王)に近づきたいために、長楽と組んで策士の面も明らかにしてゆく。 |
| 拓跋濬(高陽王)   | ルオ・ジン           | 魏 (北魏)に３人いる皇子の一人で、祖父の拓跋燾(太武帝)の覚えがめでたいため、次期皇帝に一番近い人物。父の拓跋晃(景穆太子)が陰謀に巻き込まれ命を失ったため、権勢とは無縁の暮らしがしたいと思っている。公明正大な性格で、李未央を愛している。 |
| 拓跋余(南安王)   | ヴァネス・ウー       | ３人いる皇子の一人。冷酷非情な人物だが、それを隠している。母が罪を犯しているため、３人いる皇子の中では格が一番下だが、天下を狙う野望を持っている。                                                                                        |
| 拓跋翰(東平王)   | チャン・ティエンヤン | ３人いる皇子の一人。領内の鉄鉱山を自分のものにして、北魏で一目置かれる存在になりたいと考えている。女好きなのが玉に瑕。 |
| 拓跋迪           | チェン・ユーチー     | 皇女。勝ち気な性格で、言動にも端々に男っぽさを見せる。李未央の護衛役である李敏徳に好意を抱いている。 |
| 涼王(河西王)     | タン・カイ           | 李未央（馮心児）の父。民を守るため北魏に帰順するも、叱雲南の策略により謀反の濡れ衣を着せられて殺された。 |
| 涼王大后         | 劉雪華               | |
| 君桃             | ワン・イェンチー     | 涼の生き残りで、腕の立つ李未央の護衛。 |
| 叱雲柔           | リリー・テン         | |
| 叱雲南           | ジン・ハン           | すべての引き金になった、涼の王族殺害を行った将軍。 |
| 拓跋晃(景穆太子) | 王羽錚               | 拓跋燾(太武帝)の子で、殿下たちの父であるが、すでに亡くなっている。 |
| 拓跋燾(太武帝)   | カンディー・ラウ     | 多くの王国を束ねる北魏の皇帝。 |
| 宗愛             | 侯瑞祥               | |